# Грабовцы (Тернопольская область)
Грабовцы (укр. Грабівці) — село в Борщёвской городской общине Чортковского района Тернопольской области Украины.
До 2020 года входило в Борщёвский район.
Код КОАТУУ — 6120886102. Население по переписи 2001 года составляло 69 человек.

## Географическое положение
Село Грабовцы находится между реками Ничлава и Цыганка (3 км),
на расстоянии в 2 км от сёл Пилатковцы и Лосяч.
По селу протекает пересыхающий ручей.